# 33. Tarnowska Nagroda Filmowa
33. Tarnowska Nagroda Filmowa – odbyła się w dniach 1-8 czerwca 2019 roku.

## Filmy konkursowe

### Konkurs główny
- 7 uczuć – reż. Marek Koterski
- Ciemno, prawie noc – reż. Borys Lankosz
- Córka trenera – reż. Łukasz Grzegorzek
- Fuga – reż. Agnieszka Smoczyńska
- Jak pies z kotem – reż. Janusz Kondratiuk
- Kamerdyner – reż. Filip Bajon
- Kler – reż. Wojciech Smarzowski
- Nina – reż. Olga Chajdas
- Słodki koniec dnia – reż. Jacek Borcuch
- Ułaskawienie – reż. Jan Jakub Kolski
- Wilkołak – reż. Adrian Panek
- Zimna wojna – reż. Paweł Pawlikowski

### Konkurs „Kino Młodego Widza”
- Agi Bagi, odc.: 
  - Mali artyści – reż. Waldemar Mordarski
  - Wielka sztuka – reż. Waldemar Mordarski
- Basia, odc.: 
  - Basia i gotowanie – reż. Łukasz Kacprowicz
  - Basia i pieniądze – reż. Robert Jaszczurowski
  - Basia i taniec – reż. Łukasz Kacprowicz
  - Basia i telewizor – reż. Marcin Wasilewski
- Bella w brzuszku – reż. Jacek Rokosz
- Latający Miś i Strażnicy Legend, odc.:
  - Biała dama – reż. Waldemar Mordarski
  - Pani z zamkowej wieży – reż. Waldemar Mordarski
- Opowiastki, odc. Wielkie marzenie małej żabki – reż. Andrzej Piotr Morawski
- Sol i Liv – reż. Piotr Szczepanowicz
- Wiking Tappi, odc. Kiepski poranek Olbrzyma Grzmocicha – reż. Łukasz Kacprowicz
- Żubr Pompik, odc.:
  - Dziki dzik – reż. Paweł Dębski
  - Zapach wiosny – reż. Paweł Garbacz

## Skład jury
- Andrzej Jakimowski – reżyser, przewodniczący jury
- Tomasz Gąssowski – kompozytor
- Cezary Harasimowicz – scenarzysta
- Paweł Mossakowski – krytyk filmowy
- Ireneusz Pastuszak – aktor
- Dorota Roqueplo – kostiumograf
- Arkadiusz Tomiak – operator filmowy

## Laureaci

### Konkurs główny
- Nagroda Grand Prix – Statuetka Maszkarona:
  - Zimna wojna – reż. Paweł Pawlikowski

- Nagroda Jury Młodzieżowego – Statuetka Kamerzysty:
  - Fuga – reż. Agnieszka Smoczyńska

- Nagroda publiczności – Statuetka Publika:
  - Zimna wojna – reż. Paweł Pawlikowski

- Nagrody specjalne jury:
  - Janusz Kondratiuk – za głębię osobistego zwierzenia (Jak pies z kotem)
  - Eliza Rycembel – za wybitną kreację w filmie Nina
  - Wojciech Smarzowski – za złamanie tabu (Kler)

- Nagroda za całokształt twórczości – Statuetka Wyróżnienie:
  - Krzysztof Zanussi

### Konkurs „Kino Młodego Widza”
- Nagroda Jury Dziecięcego – Statuetka Maszka:
  - Latający Miś i Strażnicy Legend, odc. Pani z zamkowej wieży – reż. Waldemar Mordarski